# Belleville-et-Châtillon-sur-Bar
 Belleville-et-Châtillon-sur-Bar  es una población y comuna francesa, en la región de Champaña-Ardenas, departamento de Ardenas, en el distrito de Vouziers y cantón de Le Chesne.
Está integrada en la Communauté de communes de l'Argonne Ardennaise.
Absorbió Châtillon-sur-Bar en 1974, que adquirió el estatuto de commune associée.

## Demografía
| 269 | 271 | 273 | 278 | 277 | 269 | 275 | 278 | lac. | lac. | 220 | 230 | 233 | 187 | 172 | 157 | 144 | 126 | 131 | 129 | 121 | 115 | 116 | 231 | 97 | 278 | 189 | 204 | 389 | 325 | 340 | 327 | 304 | 307 |
| Para los censos de 1962 a 1999 la población legal corresponde a la población sin duplicidades (Fuente: INSEE [Consultar]) |     |     |     |     |     |     |     |      |      |     |     |     |     |     |     |     |     |     |     |     |     |     |     |    |     |     |     |     |     |     |     |     |     |

### Châtillon-sur-Bar
La población legal de la comuna asociada de Châtillon-sur-Bar, a uno de enero de 2007, era de 143 habitantes.
| 294 | 331 | 312 | 313 | 349 | 388 | 324 | 332 | lac. | lac. | 324 | 287 | 287 | 251 | 240 | 234 | 227 | 202 | 210 | 220 | 193 | 222 | 202 | 170 | 120 | 140 | 139 | 124 | ... | ... | ... | ... |
| Para los censos de 1962 a 1999 la población legal corresponde a la población sin duplicidades (Fuente: INSEE [Consultar]) |     |     |     |     |     |     |     |      |      |     |     |     |     |     |     |     |     |     |     |     |     |     |     |     |     |     |     |     |     |     |     |